# Eleanor Mariano
Eleanor Concepcion "Connie" Mariano est une médecin philippino-américaine et ancien officier de l'United States Navy. Elle a été la première philippino-américaine à accéder au rang de rear admiral et la première femme à devenir la directrice de l'Unité médicale de la Maison-Blanche de 1991 à 2001 ,. Elle est aussi connue pour avoir écrit The White House Doctor: My Patients Were Presidents - A Memoir, son autobiographie consacrée à retracer son expérience de médecin de la Maison-Blanche,. Elle provoque le scandale en évoquant l'obésité du gouverneur du New Jersey Chris Christie, qui lui attire des critiques notamment du camp républicain.